# Eduard von Sachsen-Altenburg

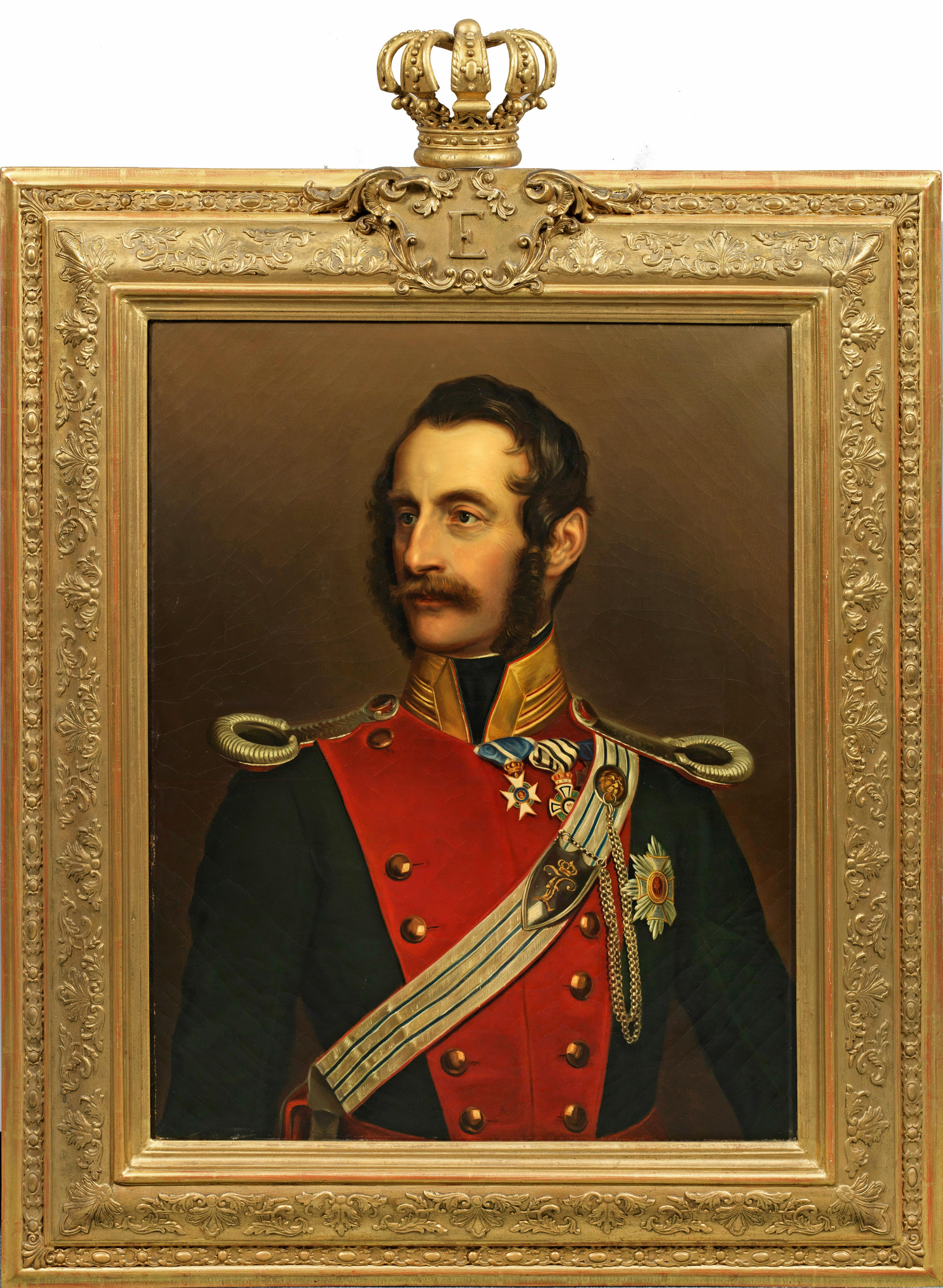
Prinz Eduard von Sachsen-Altenburg;
„als königlich bayerischer Generalleutnant und Kommandant der I. Armee-Division in Chevauxleger-Uniform mit Sächsischem Verdienstorden und Militär-Max-Joseph-Orden“; im Prunkrahmen aus der Provenienz von Königin Marie von Hannover

Eduard Karl Wilhelm Christian von Sachsen-Altenburg (* 3. Juli 1804 in Hildburghausen; † 16. Mai 1852 in München) war ein Prinz von Sachsen-Hildburghausen (ab 1826 Prinz von Sachsen-Altenburg), bayerischer Generalleutnant und Kommandant der Kavalleriedivision des I. Armee-Korps in München.

## Leben
Eduard war der jüngste Sohn des Herzog Friedrich von Sachsen-Hildburghausen (1763–1834) (seit 1826 Herzog von Sachsen-Altenburg) aus dessen Ehe mit Charlotte (1769–1818), Tochter des Herzogs Karl II. Ludwig von Mecklenburg-Strelitz. Damit gehörte er dem Haus Sachsen-Hildburghausen an, das 1826 in Haus Sachsen-Altenburg umbenannt wurde. Sein Taufpate war unter anderem Herzog Eduard von Kent, der Vater von Queen Victoria.
Eduard trat in den bayerischen Militärdienst als Rittmeister im 6. Chevaulegerregiment „Herzog Leuchtenberg“. Schließlich wurde er Inhaber des 1. Chevaulegerregiments. An der Spitze eines bayerischen Militärkontingents begleitete er seinen Neffen Otto, den Sohn seiner Schwester Therese, Königin von Bayern, nach Griechenland und wurde hier Gouverneur von Nauplia.
Nach seiner Rückkehr nach Bayern 1834 diente er weiter in der bayerischen Armee und war vom 27. April 1841 bis 30. März 1848 Kommandant der 1. Kavallerie-Brigade. Zwischenzeitlich war Eduard 1844 zum Ritter des Hubertusordens geschlagen worden. Im Schleswig-Holsteinischen Krieg kämpfte er als Führer der bayerischen Armee mit anderen thüringischen Fürsten auf Seiten des Deutschen Bundes und zeichnete sich bei der Eroberung der Düppeler Schanzen aus. Danach wurde er als Generalleutnant am 18. November 1848 zum Kommandanten der Kavalleriedivision des I. Armee-Korps in München ernannt. Diese Position bekleidete er bis zum 30. September 1851.
Er war ein enger Freund seines Schwagers Ludwig I. von Bayern, mit dem er eine umfangreiche schriftliche Korrespondenz geführt hat. Seit 1843 war Eduard Vorsitzender der Münchner Vereins gegen Tierquälerei.
Von seiner Schwester Therese, der er zeit seines Lebens, vor allem in der Lola-Montez-Affäre, sehr nahestand, wurde er finanziell unterstützt, wodurch er in München ein Haus erwerben konnte. Zusammen mit Therese hatte er das Jagdschloss Seidingstadt geerbt, wofür er sich von seiner Schwester auszahlen ließ.
Eduard starb in München und wurde in der Altenburger Fürstengruft beigesetzt.

## Nachkommen
In erster Ehe heiratete Eduard am 25. Juli 1835 in Sigmaringen Amalie (1815–1841), Tochter des Fürsten Karl von Hohenzollern-Sigmaringen, mit der er folgende Kinder hatte:
- Therese (1836–1914)
 ⚭ 1864 Prinz August von Schweden, Herzog von Dalekarlien (1831–1873)
- Antoinette (1838–1908)
 ⚭ 1854 Herzog Friedrich I. von Anhalt (1831–1904)
- Ludwig (1839–1844)
- Johann (1841–1844)

Eduards zweiter Ehe mit Luise (1822–1875), Tochter des Fürsten Heinrich XIX. Reuß zu Greiz, die er am 8. März 1842 in Greiz geheiratet hatte, entsprangen zwei Kinder:
- Albert (1843–1902)
 ⚭ 1. 1885 Prinzessin Marie von Preußen (1855–1888)

⚭ 2. 1891 Herzogin Helene zu Mecklenburg (1857–1936)
- Marie (1845–1930)
 ⚭ 1869 Fürst Karl Günther von Schwarzburg-Sondershausen (1830–1909)

## Vorfahren
| Urgroßeltern                                   | Herzog Ernst Friedrich II. von Sachsen-Hildburghausen (1707–1745) ⚭ 1726 Gräfin Karoline zu Erbach-Fürstenau (1700–1758)                                        | Herzog Ernst Friedrich II. von Sachsen-Hildburghausen (1707–1745) ⚭ 1726 Gräfin Karoline zu Erbach-Fürstenau (1700–1758)                                        | Herzog Ernst August I. von Sachsen-Weimar-Eisenach (1688–1748) ⚭ 1734 Prinzessin Sophie Charlotte von Brandenburg-Bayreuth (1713–1747)                          | Herzog Ernst August I. von Sachsen-Weimar-Eisenach (1688–1748) ⚭ 1734 Prinzessin Sophie Charlotte von Brandenburg-Bayreuth (1713–1747)                          | Prinz Karl (Friedrich Ludwig) zu Mecklenburg (1708–1752) ⚭ 1735 Prinzessin Elisabeth Albertine von Sachsen-Hildburghausen (1713–1761)                           | Prinz Karl (Friedrich Ludwig) zu Mecklenburg (1708–1752) ⚭ 1735 Prinzessin Elisabeth Albertine von Sachsen-Hildburghausen (1713–1761)                           | Prinz Georg Wilhelm von Hessen-Darmstadt (1722–1782) ⚭ 1748 Gräfin Maria Luise Albertine zu Leiningen-Dagsburg-Falkenburg (1729–1818)                           | Prinz Georg Wilhelm von Hessen-Darmstadt (1722–1782) ⚭ 1748 Gräfin Maria Luise Albertine zu Leiningen-Dagsburg-Falkenburg (1729–1818)                           |
| Großeltern                                     | Herzog Ernst Friedrich III. Carl von Sachsen-Hildburghausen (1727–1780) ⚭ 1758 Prinzessin Ernestine Auguste Sophie von Sachsen-Weimar-Eisenach (1740–1786)      | Herzog Ernst Friedrich III. Carl von Sachsen-Hildburghausen (1727–1780) ⚭ 1758 Prinzessin Ernestine Auguste Sophie von Sachsen-Weimar-Eisenach (1740–1786)      | Herzog Ernst Friedrich III. Carl von Sachsen-Hildburghausen (1727–1780) ⚭ 1758 Prinzessin Ernestine Auguste Sophie von Sachsen-Weimar-Eisenach (1740–1786)      | Herzog Ernst Friedrich III. Carl von Sachsen-Hildburghausen (1727–1780) ⚭ 1758 Prinzessin Ernestine Auguste Sophie von Sachsen-Weimar-Eisenach (1740–1786)      | Großherzog Karl II. von Mecklenburg-Strelitz (1741–1816) ⚭ 1768 Prinzessin Friederike Caroline Luise von Hessen-Darmstadt (1752–1782)                           | Großherzog Karl II. von Mecklenburg-Strelitz (1741–1816) ⚭ 1768 Prinzessin Friederike Caroline Luise von Hessen-Darmstadt (1752–1782)                           | Großherzog Karl II. von Mecklenburg-Strelitz (1741–1816) ⚭ 1768 Prinzessin Friederike Caroline Luise von Hessen-Darmstadt (1752–1782)                           | Großherzog Karl II. von Mecklenburg-Strelitz (1741–1816) ⚭ 1768 Prinzessin Friederike Caroline Luise von Hessen-Darmstadt (1752–1782)                           |
| Eltern                                         | Herzog Friedrich von Sachsen-Hildburghausen (ab 1826 Herzog von Sachsen-Altenburg) (1763–1834) ⚭ 1785 Prinzessin Charlotte von Mecklenburg-Strelitz (1769–1818) | Herzog Friedrich von Sachsen-Hildburghausen (ab 1826 Herzog von Sachsen-Altenburg) (1763–1834) ⚭ 1785 Prinzessin Charlotte von Mecklenburg-Strelitz (1769–1818) | Herzog Friedrich von Sachsen-Hildburghausen (ab 1826 Herzog von Sachsen-Altenburg) (1763–1834) ⚭ 1785 Prinzessin Charlotte von Mecklenburg-Strelitz (1769–1818) | Herzog Friedrich von Sachsen-Hildburghausen (ab 1826 Herzog von Sachsen-Altenburg) (1763–1834) ⚭ 1785 Prinzessin Charlotte von Mecklenburg-Strelitz (1769–1818) | Herzog Friedrich von Sachsen-Hildburghausen (ab 1826 Herzog von Sachsen-Altenburg) (1763–1834) ⚭ 1785 Prinzessin Charlotte von Mecklenburg-Strelitz (1769–1818) | Herzog Friedrich von Sachsen-Hildburghausen (ab 1826 Herzog von Sachsen-Altenburg) (1763–1834) ⚭ 1785 Prinzessin Charlotte von Mecklenburg-Strelitz (1769–1818) | Herzog Friedrich von Sachsen-Hildburghausen (ab 1826 Herzog von Sachsen-Altenburg) (1763–1834) ⚭ 1785 Prinzessin Charlotte von Mecklenburg-Strelitz (1769–1818) | Herzog Friedrich von Sachsen-Hildburghausen (ab 1826 Herzog von Sachsen-Altenburg) (1763–1834) ⚭ 1785 Prinzessin Charlotte von Mecklenburg-Strelitz (1769–1818) |
| Prinz Eduard von Sachsen-Altenburg (1804–1852) | | | | | | | | |